# Auterive (Haute-Garonne)
Pour les articles homonymes, voir Auterive.
Pour les articles ayant des titres homophones, voir Auterrive, Hauterive et Hauterives.
Auterive (Autariba en occitan) est une commune française située dans le centre du département de la Haute-Garonne, en région Occitanie. Sur le plan historique et culturel, la commune fait partie du Lauragais, l'ancien « Pays de Cocagne », lié à la fois à la culture du pastel et à l’abondance des productions, et de « grenier à blé du Languedoc ».
Exposée à un climat océanique altéré, elle est drainée par l'Ariège, la Mouillonne, le Tédèlou, la Lichonne, le ruisseau de Saint-Colomb, le ruisseau du Massacre et par divers autres petits cours d'eau. La commune possède un patrimoine naturel remarquable : un site Natura 2000 (« Garonne, Ariège, Hers, Salat, Pique et Neste »), un espace protégé (« la Garonne, l'Ariège, l'Hers Vif et le Salat ») et trois zones naturelles d'intérêt écologique, faunistique et floristique.
Auterive est une commune urbaine qui compte 10 291 habitants en 2022, après avoir connu une forte hausse de la population depuis 1975. Elle appartient à l'unité urbaine d'Auterive et fait partie de l'aire d'attraction de Toulouse. Ses habitants sont appelés les Auterivains ou Auterivaines.
Le patrimoine architectural de la commune comprend un immeuble protégé au titre des monuments historiques : l'église Saint-Paul, inscrite en 1926 puis en 1990.

## Géographie

### Localisation
La commune d'Auterive se trouve dans le département de la Haute-Garonne, en région Occitanie.
Cette commune de l'aire d'attraction de Toulouse est située sur l'ancienne RN 20 (déclassée en RD 820) entre Toulouse 30 km au nord de et Pamiers 30 km au sud dans la vallée de l'Ariège. Elle aussi à 19 km au sud-est de Muret et 19 km à l'ouest de Villefranche-de-Lauragais.
Sur le plan historique et culturel, Auterive fait partie du Lauragais, occupant une vaste zone, autour de l’axe central que constitue le canal du Midi, entre les agglomérations de Toulouse au nord-ouest et Carcassonne au sud-est et celles de Castres au nord-est et Pamiers au sud-ouest. C'est l'ancien « Pays de Cocagne », lié à la fois à la culture du pastel et à l’abondance des productions, et de « grenier à blé du Languedoc ».
Elle se situe à 28 km à vol d'oiseau de Toulouse, préfecture du département, et à 17 km de Muret, sous-préfecture.
Les communes les plus proches sont : Puydaniel (3,8 km), Mauressac (4,4 km), Lagrâce-Dieu (4,5 km), Grazac (4,6 km), Miremont (5,2 km), Auragne (5,2 km), Caujac (5,7 km), Mauvaisin (6,1 km).
Auterive est limitrophe de onze autres communes.
| Miremont                | Grépiac, Labruyère-Dorsa | Auragne      |
| Lagrâce-Dieu, Puydaniel | Auterive                 | Mauvaisin    |
| Mauressac, Grazac       | Caujac                   | Cintegabelle |

### Géologie et relief
La superficie de la commune est de 3 654 hectares ; son altitude varie de 165  à   292 mètres.
Située dans une plaine alluviale de 4 km de largeur qui sépare les coteaux du Volvestre et ceux du Lauragais sud.

### Hydrographie

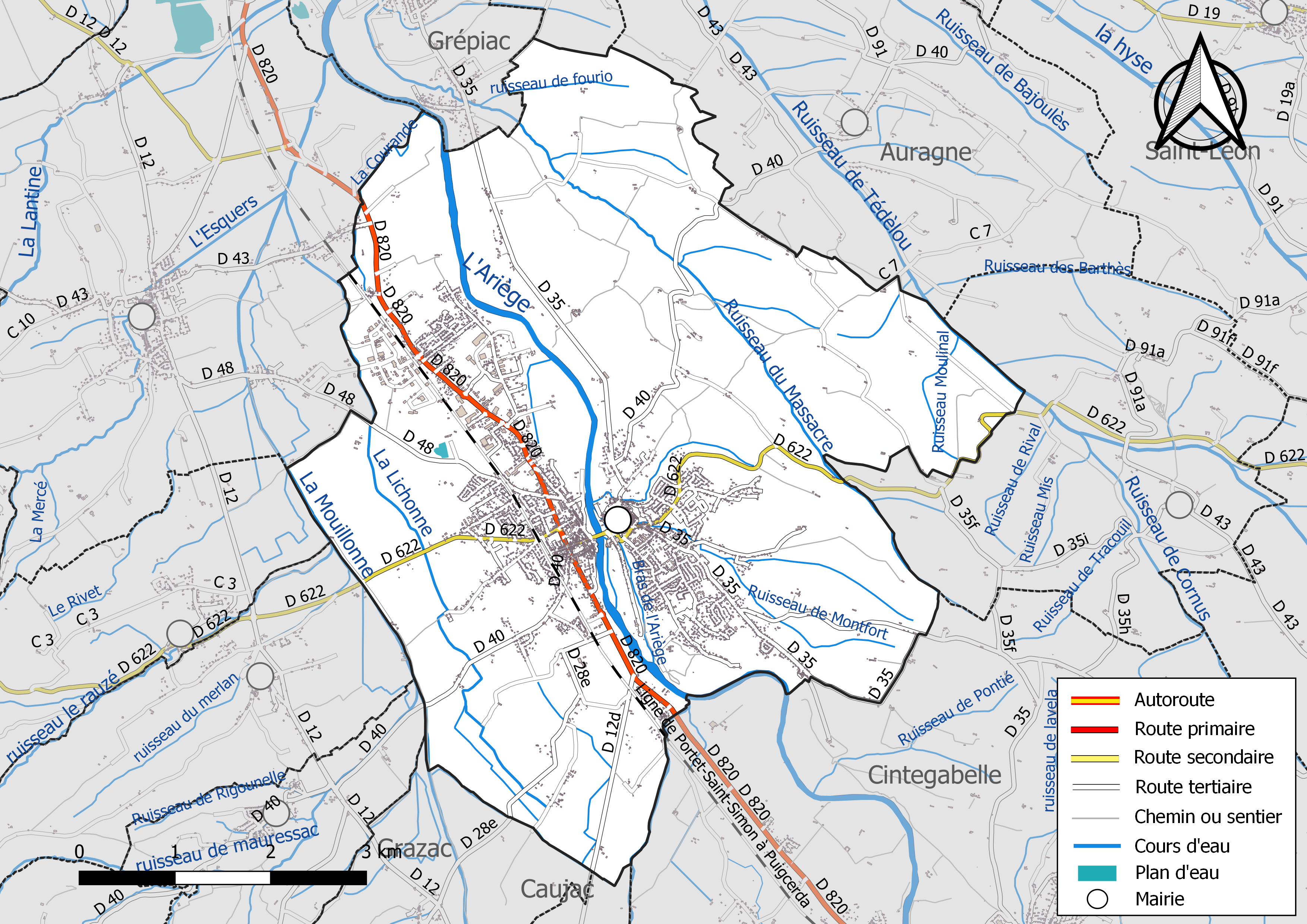
Réseaux hydrographique et routier d'Auterive.

La commune est dans le Bassin de la Garonne, au sein du bassin hydrographique Adour-Garonne. Elle est drainée par l'Ariège, la Mouillonne, le ruisseau de Tédèlou, la Lichonne, le ruisseau de Saint-Colomb, le ruisseau du Massacre, un bras de l'Ariège, un bras de l'Ariège, la Courande, le ruisseau de Baboulet, le ruisseau de fourio, le ruisseau de Montfort, le ruisseau de Mouzens, le ruisseau de Taurens, et par divers petits cours d'eau, constituant un réseau hydrographique de 48 km de longueur totale,.
La Mouillonne, d'une longueur totale de 19,9 km, prend sa source dans la commune de Saint-Ybars et s'écoule vers le nord. Elle traverse la commune et se jette dans l'Ariège à Grépiac, après avoir traversé 10 communes.

### Climat
Pour des articles plus généraux, voir Climat de l'Occitanie et Climat de la Haute-Garonne.
En 2010, le climat de la commune est de type climat du Bassin du Sud-Ouest, selon une étude s'appuyant sur une série de données couvrant la période 1971-2000. En 2020, Météo-France publie une typologie des climats de la France métropolitaine dans laquelle la commune est exposée à un climat océanique altéré et est dans la région climatique Aquitaine, Gascogne, caractérisée par une pluviométrie abondante au printemps, modérée en automne, un faible ensoleillement au printemps, un été chaud (19,5 °C), des vents faibles, des brouillards fréquents en automne et en hiver et des orages fréquents en été (15 à 20 jours).
Pour la période 1971-2000, la température annuelle moyenne est de 13,2 °C, avec une amplitude thermique annuelle de 15,8 °C. Le cumul annuel moyen de précipitations est de 718 mm, avec 9,1 jours de précipitations en janvier et 5,3 jours en juillet. Pour la période 1991-2020, la température moyenne annuelle observée sur la station météorologique la plus proche, située sur la commune de Lherm à 22 km à vol d'oiseau, est de 13,6 °C et le cumul annuel moyen de précipitations est de 620,4 mm,. Pour l'avenir, les paramètres climatiques de la commune estimés pour 2050 selon différents scénarios d'émission de gaz à effet de serre sont consultables sur un site dédié publié par Météo-France en novembre 2022.

### Milieux naturels et biodiversité

#### Espaces protégés
La protection réglementaire est le mode d’intervention le plus fort pour préserver des espaces naturels remarquables et leur biodiversité associée,.
Un espace protégé est présent sur la commune : « la Garonne, l'Ariège, l'Hers Vif et le Salat », objet d'un arrêté de protection de biotope, d'une superficie de 1 658,7 ha.

#### Réseau Natura 2000

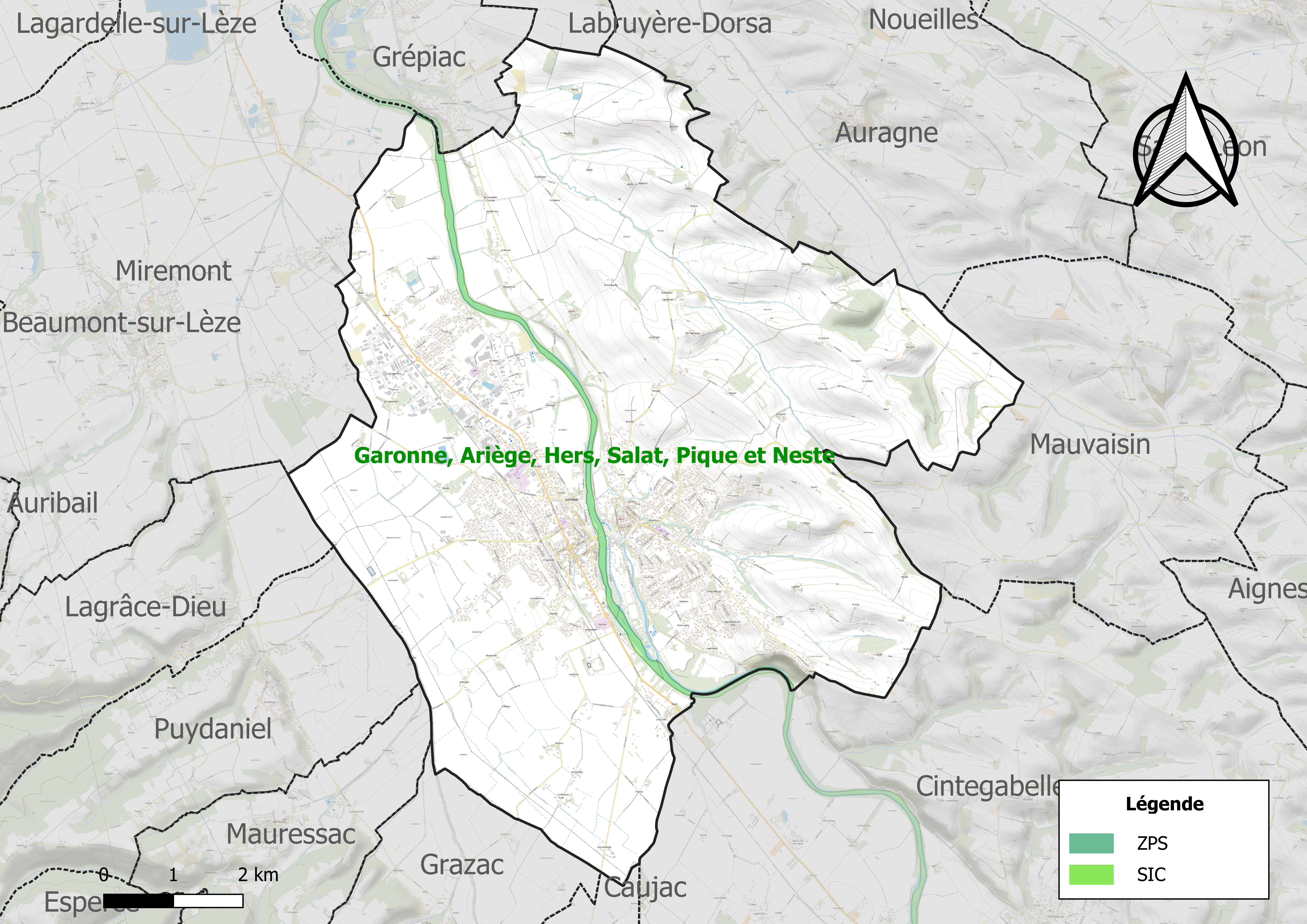
Site Natura 2000 sur le territoire communal.

Le réseau Natura 2000 est un réseau écologique européen de sites naturels d'intérêt écologique élaboré à partir des directives habitats et oiseaux, constitué de zones spéciales de conservation (ZSC) et de zones de protection spéciale (ZPS).
Un site Natura 2000 a été défini sur la commune au titre de la directive habitats : « Garonne, Ariège, Hers, Salat, Pique et Neste », d'une superficie de 9 581 ha, un réseau hydrographique pour les poissons migrateurs (zones de frayères actives et potentielles importantes pour le Saumon en particulier qui fait l'objet d'alevinages réguliers et dont des adultes atteignent déjà Foix sur l'Ariège).

#### Zones naturelles d'intérêt écologique, faunistique et floristique

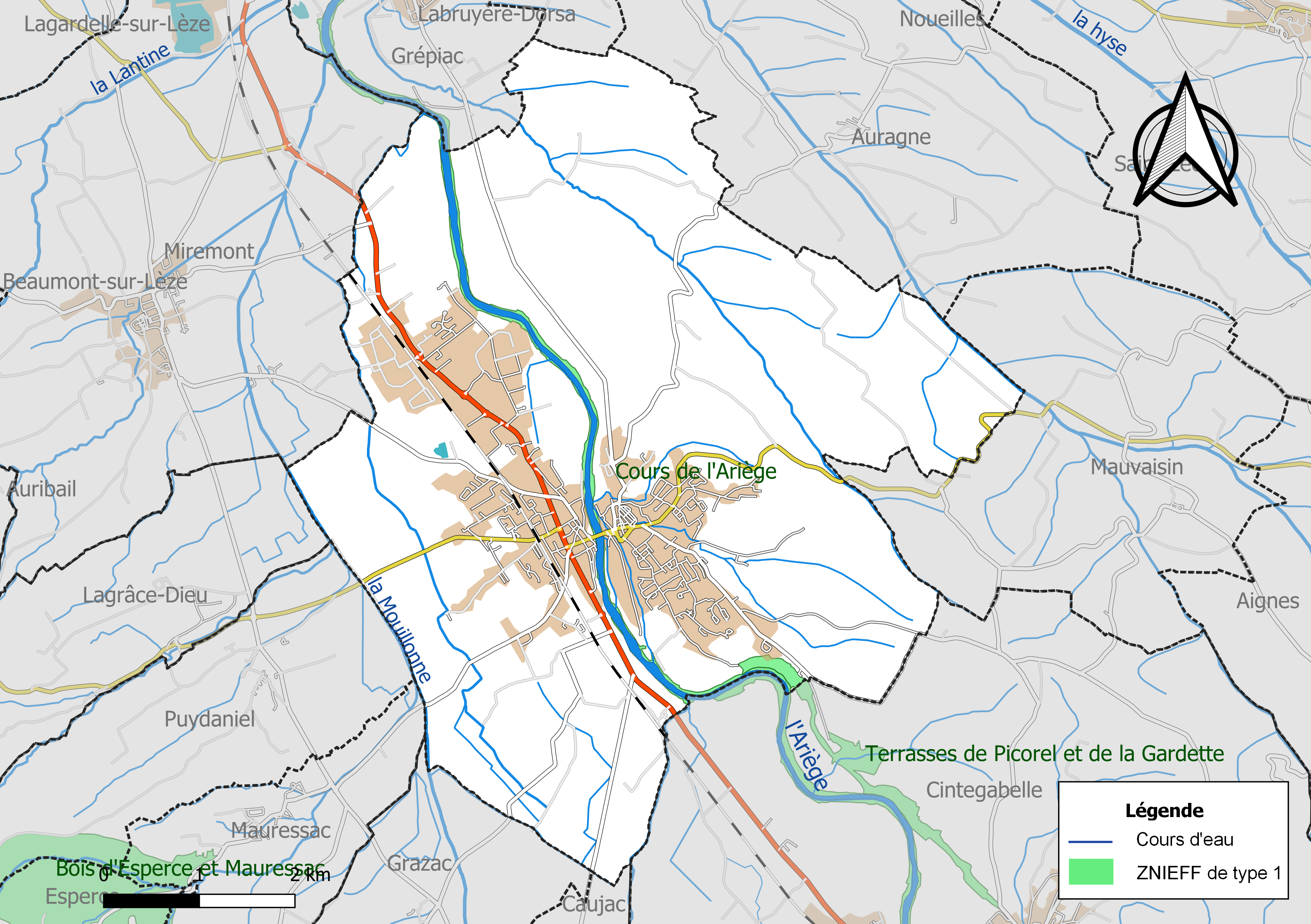
Carte des ZNIEFF de type 1 localisées sur la commune.

L’inventaire des zones naturelles d'intérêt écologique, faunistique et floristique (ZNIEFF) a pour objectif de réaliser une couverture des zones les plus intéressantes sur le plan écologique, essentiellement dans la perspective d’améliorer la connaissance du patrimoine naturel national et de fournir aux différents décideurs un outil d’aide à la prise en compte de l’environnement dans l’aménagement du territoire.
Deux ZNIEFF de type 1 sont recensées sur la commune : le « cours de l'Ariège » (1 341 ha), couvrant 56 communes dont 43 dans l'Ariège et 13 dans la Haute-Garonne et les « terrasses de Picorel et de la Gardette » (50 ha), couvrant 2 communes du département
et une ZNIEFF de type 2, : « l'Ariège et ripisylves » (1 975 ha), couvrant 56 communes dont 43 dans l'Ariège et 13 dans la Haute-Garonne.

## Urbanisme

### Typologie
Au 1er janvier 2024, Auterive est catégorisée petite ville, selon la nouvelle grille communale de densité à sept niveaux définie par l'Insee en 2022.
Elle appartient à l'unité urbaine d'Auterive, une unité urbaine monocommunale constituant une ville isolée,. Par ailleurs la commune fait partie de l'aire d'attraction de Toulouse, dont elle est une commune de la couronne,. Cette aire, qui regroupe 527 communes, est catégorisée dans les aires de 700 000 habitants ou plus (hors Paris),.

### Occupation des sols

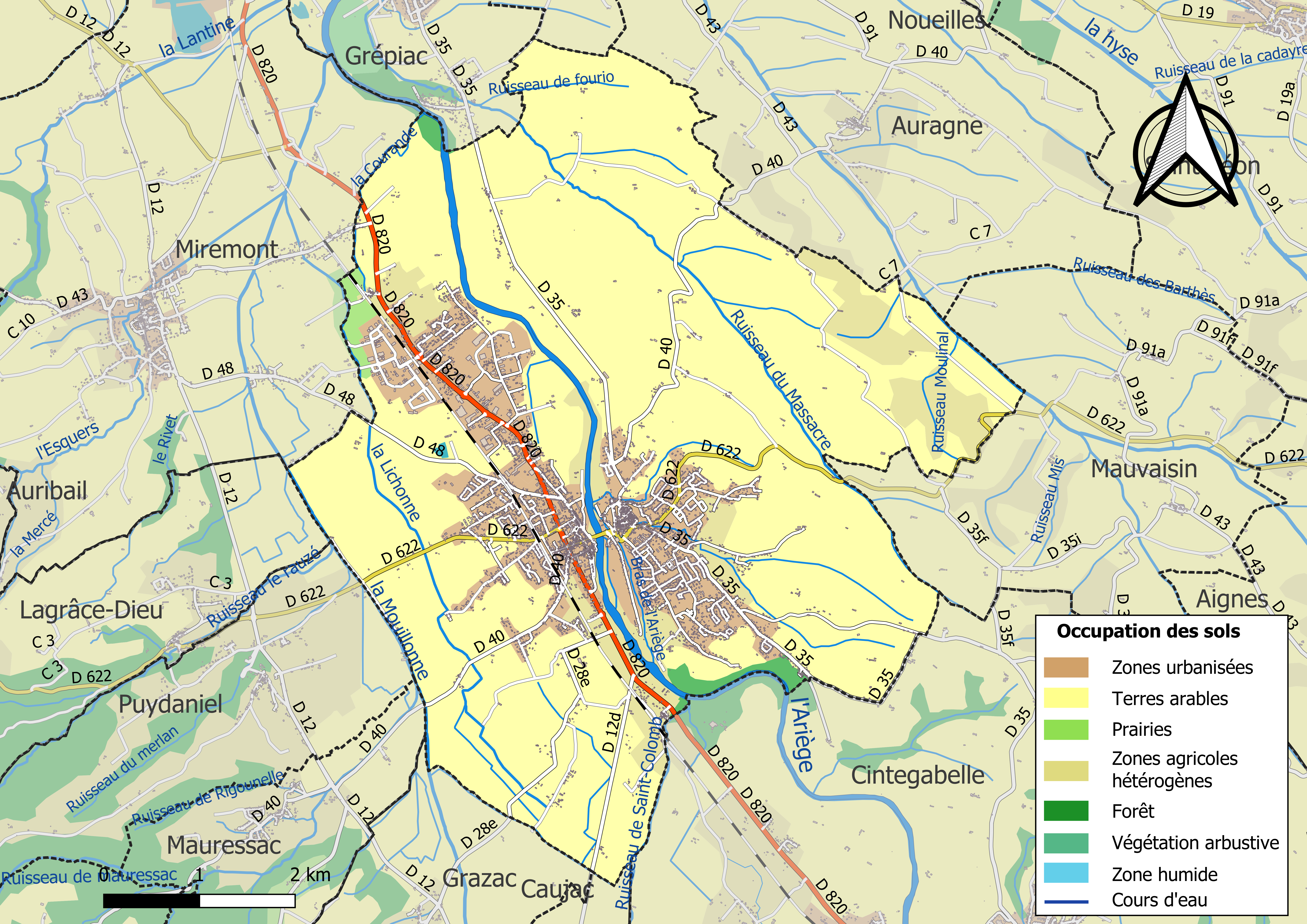
Carte des infrastructures et de l'occupation des sols de la commune en 2018 (CLC).

L'occupation des sols de la commune, telle qu'elle ressort de la base de données européenne d’occupation biophysique des sols Corine Land Cover (CLC), est marquée par l'importance des territoires agricoles (83,4 % en 2018), en diminution par rapport à 1990 (86,8 %). La répartition détaillée en 2018 est la suivante : terres arables (73,9 %), zones urbanisées (12 %), zones agricoles hétérogènes (9 %), zones industrielles ou commerciales et réseaux de communication (3,6 %), forêts (1 %), prairies (0,6 %). L'évolution de l’occupation des sols de la commune et de ses infrastructures peut être observée sur les différentes représentations cartographiques du territoire : la carte de Cassini (XVIIIe siècle), la carte d'état-major (1820-1866) et les cartes ou photos aériennes de l'IGN pour la période actuelle (1950 à aujourd'hui).

### Voies de communication et transports
La proximité de Toulouse qui n'est qu'à 30 km a attiré des activités et des résidents. Cette agglomération est desservie par les voies de communication : chemin de fer (Gare d'Auterive), des lignes régulières de transport interurbain réseau Arc-en-ciel (anciennement SEMVAT), la RD 820 (route européenne 9) où circule tout le trafic reliant Toulouse aux Pyrénées, donc à l'Andorre et à l'Espagne. Sur l'axe est-ouest, la ville est également traversée par la D 622, qui permet de couper de l'autoroute A64 à l'A62 en évitant Toulouse pour le trafic venant de vers Bayonne via Montpellier et inversement.
De ce fait, Auterive est souvent encombrée par la circulation (notamment aux heures de pointe) par les véhicules de transport de marchandises voulant rejoindre l'A62 ou l'A64 sur la D 622 et les résidents du sud de Auterive et travaillant au nord de Toulouse, sur la D 820, car ni la D 820, ni la D 622 ne sont déviées de Auterive et elles ne sont pas équipées en 2 × 2 voies.

#### Transports en commun
Auterive est desservie par les trains TER Occitanie de la relation Toulouse - Foix - Latour-de-Carol, à la gare d'Auterive.
Auterive est desservie par la ligne 318 du Réseau Arc-en-Ciel, effectuant des liaisons quotidiennes en direction de Toulouse. La ligne 325 du même réseau permet également un accès à l'agglomération toulousaine, en reliant la gare de Muret à la commune.

### Risques majeurs
Le territoire de la commune d'Auterive est vulnérable à différents aléas naturels : météorologiques (tempête, orage, neige, grand froid, canicule ou sécheresse), inondations, mouvements de terrains et séisme (sismicité très faible). Il est également exposé à un risque technologique, la rupture d'un barrage. Un site publié par le BRGM permet d'évaluer simplement et rapidement les risques d'un bien localisé soit par son adresse soit par le numéro de sa parcelle.

#### Risques naturels
Certaines parties du territoire communal sont susceptibles d’être affectées par le risque d’inondation par débordement de cours d'eau, notamment la Mouillonne et le Tédèlou. La commune a été reconnue en état de catastrophe naturelle au titre des dommages causés par les inondations et coulées de boue survenues en 1982, 1992, 1993, 1998, 1999, 2000, 2005, 2007, 2009 et 2018,.

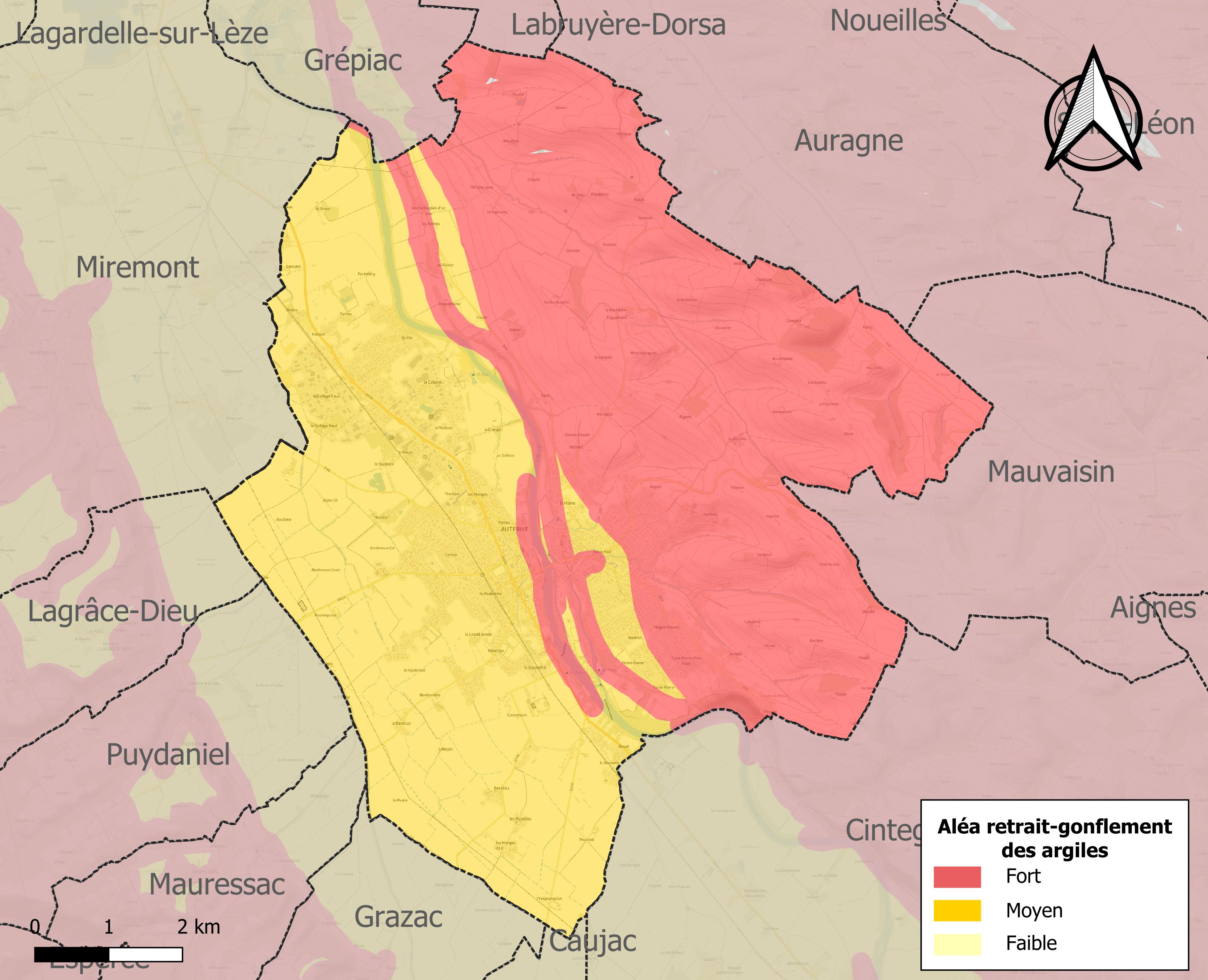
Carte des zones d'aléa retrait-gonflement des sols argileux d'Auterive.

La commune est vulnérable au risque de mouvements de terrains constitué principalement du retrait-gonflement des sols argileux. Cet aléa est susceptible d'engendrer des dommages importants aux bâtiments en cas d’alternance de périodes de sécheresse et de pluie. La totalité de la commune est en aléa moyen ou fort (88,8 % au niveau départemental et 48,5 % au niveau national). Sur les 3 296 bâtiments dénombrés sur la commune en 2019, 3 296 sont en aléa moyen ou fort, soit 100 %, à comparer aux 98 % au niveau départemental et 54 % au niveau national. Une cartographie de l'exposition du territoire national au retrait gonflement des sols argileux est disponible sur le site du BRGM,.
Par ailleurs, afin de mieux appréhender le risque d’affaissement de terrain, l'inventaire national des cavités souterraines permet de localiser celles situées sur la commune.
Concernant les mouvements de terrains, la commune a été reconnue en état de catastrophe naturelle au titre des dommages causés par la sécheresse en 1989, 1991, 1996, 2002, 2003, 2012 et 2016 et par des mouvements de terrain en 1999.

#### Risques technologiques
La commune est en outre située en aval des barrages de Montbel (Ariège), de Gnioure, de Naguilhes (Ariège), de Laparan (Ariège) et de Soulcem (Ariège). À ce titre elle est susceptible d’être touchée par l’onde de submersion consécutive à la rupture d'un de ces ouvrages.

## Toponymie
Pour Michel Grosclaude, l’étymologie est sans conteste gasconne (auta arriba, du latin alta ripa) et signifie « rive haute ». Son nom en occitan est Autariba.
On notera que aute arribe /autərriβə/ signifie en gascon aussi bien « haute rive » que « autre rive ». Toutefois cette dernière interprétation, sans attestation historique, n'a pas de vraisemblance toponymique.

## Histoire
La présence d'une rivière ainsi que d'une vallée giboyeuse et facile à parcourir a très tôt attiré l'homme préhistorique. Sur le site d'Auterive, on a retrouvé des outils de l'époque néolithique. De l'âge du fer nous sont restées des sépultures du type champ d'urnes.
Après l'invasion romaine, une société gallo-romaine s'est développée et a prospéré sur l'ensemble du site.
Auterive a été bâtie par les Romains qui l'appelaient Alta-Riba (Haute-Rive). Sous les Romains, c'était une ville forte, et elle le fut pendant longtemps sous la domination des comtes de Foix et de Toulouse.
En 1073, Béranger Raymond était seigneur d'Auterive, la ville avait un château-fort qui existait au XIe siècle, en effet, lorsqu'au mois de mai 1167 le premier comte de Foix, Raymond-Roger rendit hommage au comte de Toulouse pour le château de Saverdun, l'acte fut dressé dans le château d'Auterive. Ce château fut brûlé par Simon de Montfort en 1211, lorsqu'il revenait punir le comte de Foix, Raymond-Roger, après la soumission de Muret et de Toulouse.
En 1228 les fortifications de la ville, dont on voit encore les restes, furent démolies, en exécution du traité de Raymond VII, comte de Toulouse, avec le roi Louis VIII.
Vers l'an 1300, le château fut rebâti et de nouveau brûlé en 1359 dans la guerre de Gaston Phébus, comte de Foix, contre Jean le Bon.
C'est aussi sur les collines du ruisseau du Sang et sur celles de son voisin le ruisseau du Massacre (anciennement appelé ruisseau du Cédérou) qu'eut lieu la victoire d'Eudes duc d'Aquitaine sur les Sarrasins qui venaient d'Espagne et d'Afrique par la vallée de l'Ariège. Ils furent refoulés, cette fois, mais bientôt revinrent et purent arriver à Castelnaudary. On dit que le ruisseau du Sang et de Cédérou n'était pas à sec, le jour du combat, car il y coulait du sang humain, tant il y avait été massacré de Sarrasins en cet endroit.
La christianisation a entraîné la construction de nombreuses églises (Saint-Pierre à Picourel, Sainte-Marie au Cimetiere, Saint-Paul dans la vieille ville et la Madelaine au bout d'un vieux pont construit en 1100 sous le comte de Persac et dont on peut encore voir les ruines. Durant le Moyen Âge, la ville a été partagée entre plusieurs seigneurs. La principale partie de la baronnie, donnée aux comtes de Foix en 1423, fut rattachée au domaine royal par Henri IV en 1602. La ville fut en partie détruite pendant la croisade contre les Albigeois.
Elle fut ravagée par la peste, les guerres et le brigandage au cours du XIVe siècle et souffrit cruellement des guerres de Religion à la fin du XVIe siècle. Son vieux pont s'étant effondré en 1599, l'Ariège dut être traversée en barque pendant tout l'Ancien Régime.
La reconstruction de la ville, commencée dès le XVIIe siècle, se poursuivit au siècle suivant avec, entre autres, la création d'une manufacture royale qui exportait en Orient des draps de grande qualité, puis l'agrandissement et l'embellissement de l'église Saint-Paul. Au XIXe siècle suivant, fut construit le nouveau pont ainsi qu'un moulin et une minoterie ; l'arrivée du chemin de fer sonna le glas du port d'Auterive.

Pour 1939-1945 voir : 
Le régime de Vichy applique sa politique rapidement, y compris dans le domaine du symbolique et des noms de rue allant à l’encontre de ses valeurs. Une campagne est menée par l’hebdomadaire Gringoire : utilisant diffamation et l’intoxication, donnant aussi une grande publicité aux dégradations de plaques et aux lettres de lecteurs signalant les plaques indésirables, ce qui permet au secrétaire d’État à l’Intérieur Marcel Peyrouton de prendre une circulaire le 22 octobre 1940 poussant à la chasse aux noms de rues contraires à l’idéologie vichyste : « il est inconvenant […] que cette manière d’hommage public continue à être rendu à la mémoire de ceux qui par leurs erreurs ou leurs fautes ont contribué à précipiter notre patrie dans la ruine ». C’est le seul cas où l’État français a mené une épuration odonymique. La commune d’Auterive choisit de débaptiser toutes ses rues, que le nom soit anodin, républicain ou autre.
Le XXe siècle est marqué par l'expansion du quartier de la Madeleine avec l'implantation d'une zone industrielle qui ne cesse de s'agrandir.

## Politique et administration
Le nombre d'habitants au recensement de 2017 étant compris entre 5 000 habitants et 9 999 habitants au dernier recensement, le nombre de membres du conseil municipal est de vingt neuf,.

### Rattachements administratifs et électoraux
Commune faisant partie de la septième circonscription de la Haute-Garonne, de la communauté de communes du Bassin Auterivain et du canton d'Auterive.

### Liste des maires
À la suite de la démission de plus d'un tiers des membres du conseil municipal en octobre 2017, une élection municipale partielle est organisée les 21 et 28 janvier 2018. Trois listes sont en lice – deux de la majorité sortante et une de la gauche unie – et au premier tour, la liste « Auterive Autrement » de René Azéma arrive largement en tête, frôlant l'élection dès le premier tour, devant celles de Nadine Barre (où le maire sortant Jean-Pierre Bastiani figure en deuxième position) et de Joëlle Tessier, première adjointe sortante. Au second tour, la liste Azéma remporte 56,07 % des suffrages exprimés contre 31,16 % pour la liste Barre et 12,77 % pour la liste Teissier. Le 3 février 2018, René Azéma est officiellement élu premier édile.

### Jumelages
| Auterive Fontanelle (Italie) Hermannsburg Arenys de Mar |

- Arenys de Mar (Espagne)
- Fontanelle (Italie) (Italie)
- Südheide (Allemagne) depuis 1980

## Population et société

### Démographie
| 1793  | 1800  | 1806  | 1821  | 1831  | 1836  | 1841  | 1846  | 1851  |
| ----- | ----- | ----- | ----- | ----- | ----- | ----- | ----- | ----- |
| 1 975 | 2 895 | 2 802 | 2 850 | 3 172 | 3 075 | 3 272 | 3 276 | 3 443 |

| 1856  | 1861  | 1866  | 1872  | 1876  | 1881  | 1886  | 1891  | 1896  |
| ----- | ----- | ----- | ----- | ----- | ----- | ----- | ----- | ----- |
| 3 292 | 3 297 | 3 313 | 3 158 | 2 944 | 2 945 | 2 981 | 2 791 | 2 807 |

| 1901  | 1906  | 1911  | 1921  | 1926  | 1931  | 1936  | 1946  | 1954  |
| ----- | ----- | ----- | ----- | ----- | ----- | ----- | ----- | ----- |
| 2 623 | 2 563 | 2 551 | 2 353 | 2 509 | 2 387 | 2 513 | 2 593 | 2 775 |

| 1962  | 1968  | 1975  | 1982  | 1990  | 1999  | 2006  | 2007  | 2012  |
| ----- | ----- | ----- | ----- | ----- | ----- | ----- | ----- | ----- |
| 3 133 | 4 445 | 5 178 | 5 436 | 5 814 | 6 531 | 8 200 | 8 435 | 9 275 |

| 2017  | 2022   | - | - | - | - | - | - | - |
| ----- | ------ | - | - | - | - | - | - | - |
| 9 752 | 10 291 | - | - | - | - | - | - | - |

| selon la population municipale des années : | 1968 | 1975 | 1982 | 1990 | 1999 | 2006 | 2009 | 2013 |
| Rang de la commune dans le département      | 11   | 14   | 17   | 20   | 21   | 20   | 18   | 19   |
| Nombre de communes du département           | 592  | 582  | 586  | 588  | 588  | 588  | 589  | 589  |

### Culture
De nombreuses associations y existent. Diverses (stades, piscine découverte, camping, cinéma, salle de spectacle, etc.), elles offrent un large choix d'activités sportives, de loisirs ou culturelles. Des parcours pour promeneurs ou sportifs ont été aménagés en bordure de l'Ariège.
La ville a obtenu le label « Ville Active et Sportive ». Cette récompense est décernée aux villes « qui proposent une offre d'activités physiques et sportives innovante, de proximité et accessible au plus grand nombre ».

### Service public
Auterive possède un service départemental d'incendie et de secours, une gendarmerie, une poste, un centre des impôts.

### Santé
La commune possède un centre communal d'action sociale, deux maisons de retraite, dont l'EHPAD Marius-Prudhom, rénovée dans les années 2010.

### Enseignement
L'éducation est assurée sur la commune d'Auterive à partir de la crèche, en passant par l'école maternelle et l'école élémentaire, jusqu'au collège.
- École Maternelle La Madeleine.
- École Élémentaire Émile Zola.
- Groupes Scolaires Louis Fillol et Michelet.
- Groupe Scolaire Privé Saint-Paul.
- Collège Antonin Perbosc.
- Un lycée y est prévue pour la rentrée de septembre 2025[56].

### Activités sportives
Tennis (Tennis Club d'Auterive), rugby à XV (Sport Athlétique Auterivain XV, stade du Ramier), football (Stade René Mazel), pétanque, basket ball, piscine (Marie Jeanne Proudhom), aéromodélisme (piste de 99 m), gymnase, centre de loisirs (Louis Souilles), accrobranche,

### Écologie et recyclage
La collecte et le traitement des déchets des ménages et des déchets assimilés ainsi que la protection et la mise en valeur de l'environnement se font dans le cadre du Smivom de la Mouillonne.

## Économie

### Revenus
En 2018 (données Insee publiées en septembre 2021), la commune compte 4 372 ménages fiscaux, regroupant 10 082 personnes. La médiane du revenu disponible par unité de consommation est de 20 820 € (23 140 € dans le département). 44 % des ménages fiscaux sont imposés (55,3 % dans le département).

### Emploi
|                | 2008  | 2013  | 2018   |
| -------------- | ----- | ----- | ------ |
| Commune        | 7,5 % | 9 %   | 10,7 % |
| Département    | 7,7 % | 9,6 % | 9,3 %  |
| France entière | 8,3 % | 10 %  | 10 %   |

En 2018, la population âgée de 15 à 64 ans s'élève à 5 995 personnes, parmi lesquelles on compte 77,6 % d'actifs (66,9 % ayant un emploi et 10,7 % de chômeurs) et 22,4 % d'inactifs,. En 2018, le taux de chômage communal (au sens du recensement) des 15-64 ans est supérieur à celui du département et de la France, alors qu'en 2008 la situation était inverse.
La commune fait partie de la couronne de l'aire d'attraction de Toulouse, du fait qu'au moins 15 % des actifs travaillent dans le pôle,. Elle compte 3 395 emplois en 2018, contre 3 049 en 2013 et 2 619 en 2008. Le nombre d'actifs ayant un emploi résidant dans la commune est de 4 069, soit un indicateur de concentration d'emploi de 83,4 % et un taux d'activité parmi les 15 ans ou plus de 59,6 %.
Sur ces 4 069 actifs de 15 ans ou plus ayant un emploi, 1 399 travaillent dans la commune, soit 34 % des habitants. Pour se rendre au travail, 81 % des habitants utilisent un véhicule personnel ou de fonction à quatre roues, 8,3 % les transports en commun, 6,5 % s'y rendent en deux-roues, à vélo ou à pied et 4,2 % n'ont pas besoin de transport (travail au domicile).

### Activités hors agriculture

#### Secteurs d'activités
1 010 établissements sont implantés à Auterive au 31 décembre 2019. Le tableau ci-dessous en détaille le nombre par secteur d'activité et compare les ratios avec ceux du département,.
| Secteur d'activité                                                                                        | Commune | Commune | Département |
| Secteur d'activité                                                                                        | Nombre  | %       | %           |
| --- | ------- | ------- | ----------- |
| Ensemble                                                                                                  | 1 010   | 100 %   | (100 %)     |
| Industrie manufacturière, industries extractives et autres                                                | 79      | 7,8 %   | (5,7 %)     |
| Construction                                                                                              | 186     | 18,4 %  | (12 %)      |
| Commerce de gros et de détail, transports, hébergement et restauration                                    | 253     | 25 %    | (25,9 %)    |
| Information et communication                                                                              | 13      | 1,3 %   | (4,1 %)     |
| Activités financières et d'assurance                                                                      | 35      | 3,5 %   | (3,8 %)     |
| Activités immobilières                                                                                    | 27      | 2,7 %   | (4,2 %)     |
| Activités spécialisées, scientifiques et techniques et activités de services administratifs et de soutien | 215     | 21,3 %  | (19,8 %)    |
| Administration publique, enseignement, santé humaine et action sociale                                    | 123     | 12,2 %  | (16,6 %)    |
| Autres activités de services                                                                              | 79      | 7,8 %   | (7,9 %)     |

Le secteur du commerce de gros et de détail, des transports, de l'hébergement et de la restauration est prépondérant sur la commune puisqu'il représente 25 % du nombre total d'établissements de la commune (253 sur les 1010 entreprises implantées à Auterive), contre 25,9 % au niveau départemental.

#### Entreprises et commerces
Les cinq entreprises ayant leur siège social sur le territoire communal qui génèrent le plus de chiffre d'affaires en 2020 sont :
- Reca, fabrication de peintures, vernis, encres et mastics (52 407 k€)
- Terrang MP - Sec France, commerce de gros (commerce interentreprises) non spécialisé (20 878 k€)
- Demeures D'occitanie, construction de maisons individuelles (19 452 k€)
- Noval, fabrication d'autres matériels électriques (13 440 k€)
- Labastere 31, travaux de menuiserie métallique et serrurerie (11 387 k€)

L'économie locale repose sur l'agriculture qui s'est développée sur les terres fertiles de la plaine du Lauragais. Les autres secteurs d'activité y sont cependant bien présents : commerce, artisanat, services et surtout activités industrielles. La zone d'activités installée le long de la RD 820 ne cesse de s'agrandir et les nouvelles constructions individuelles font reculer les limites de la ville dans toutes les directions.
Le siège social du groupe HBF est situé à Auterive, ZI du midi.
L'éditeur de littérature jeunesse Le Griffon Bleu est installé à Auterive.

### Agriculture
La commune est dans « les Vallées », une petite région agricole consacrée à la polyculture sur les plaines et terrasses alluviales qui s’étendent de part et d’autre des sillons marqués par la Garonne et l’Ariège. En 2020, l'orientation technico-économique de l'agriculture sur la commune est la culture de céréales et/ou d'oléoprotéagineuses.
|               | 1988  | 2000  | 2010  | 2020  |
| ------------- | ----- | ----- | ----- | ----- |
| Exploitations | 73    | 51    | 30    | 32    |
| SAU (ha)      | 2 611 | 2 932 | 2 556 | 2 470 |

Le nombre d'exploitations agricoles en activité et ayant leur siège dans la commune est passé de 73 lors du recensement agricole de 1988 à 51 en 2000 puis à 30 en 2010 et enfin à 32 en 2020, soit une baisse de 56 % en 32 ans. Le même mouvement est observé à l'échelle du département qui a perdu pendant cette période 57 % de ses exploitations,. La surface agricole utilisée sur la commune a également diminué, passant de 2 611 ha en 1988 à 2 470 ha en 2020. Parallèlement la surface agricole utilisée moyenne par exploitation a augmenté, passant de 36 à 77 ha.

## Culture locale et patrimoine

### Lieux et monuments
- Le quartier Saint-Paul, situé sur la rive droite de l'Ariège, est celui de la ville ancienne.
- L'église Saint-Paul au clocher-mur, possède une cloche du XVe siècle, on peut y apprécier ses peintures murales, son orgue, son maître-autel, ses anges adorateurs, son appui de communion, le buste et la statue de saint Paul. Son retable est en noyer de 1607. Les grilles de communion sont en fer forgées du XVIIIe siècle.

Par ailleurs, des bâtiments remarquables sont visibles dans ce quartier ; entre autres, la maison Ysalguier avec une tour et une façade à colombages, l'Hôtel-Dieu-Saint-Jacques qui abrite le Foyer d'éducation populaire, la maison du Comte ou maison Delpy, l'ancienne Manufacture royale, la chapelle Notre-Dame-du-Château, construite pour invoquer une protection à l'occasion d'un départ en croisade et les anciens remparts avec la tour Cambolas.
Le quartier de la Madeleine possède une église et l'ancienne halle a été aménagée en salle de spectacle. Dans les environs, se dresse aussi le pigeonnier de la Vernière.
- Église de la Madeleine d'Auterive.
- Chapelle Notre-Dame-du-Château d'Auterive.
- Musée des Métiers et Traditions (anciennement appelé des Vieux outils).
- Bord de l'Ariège.

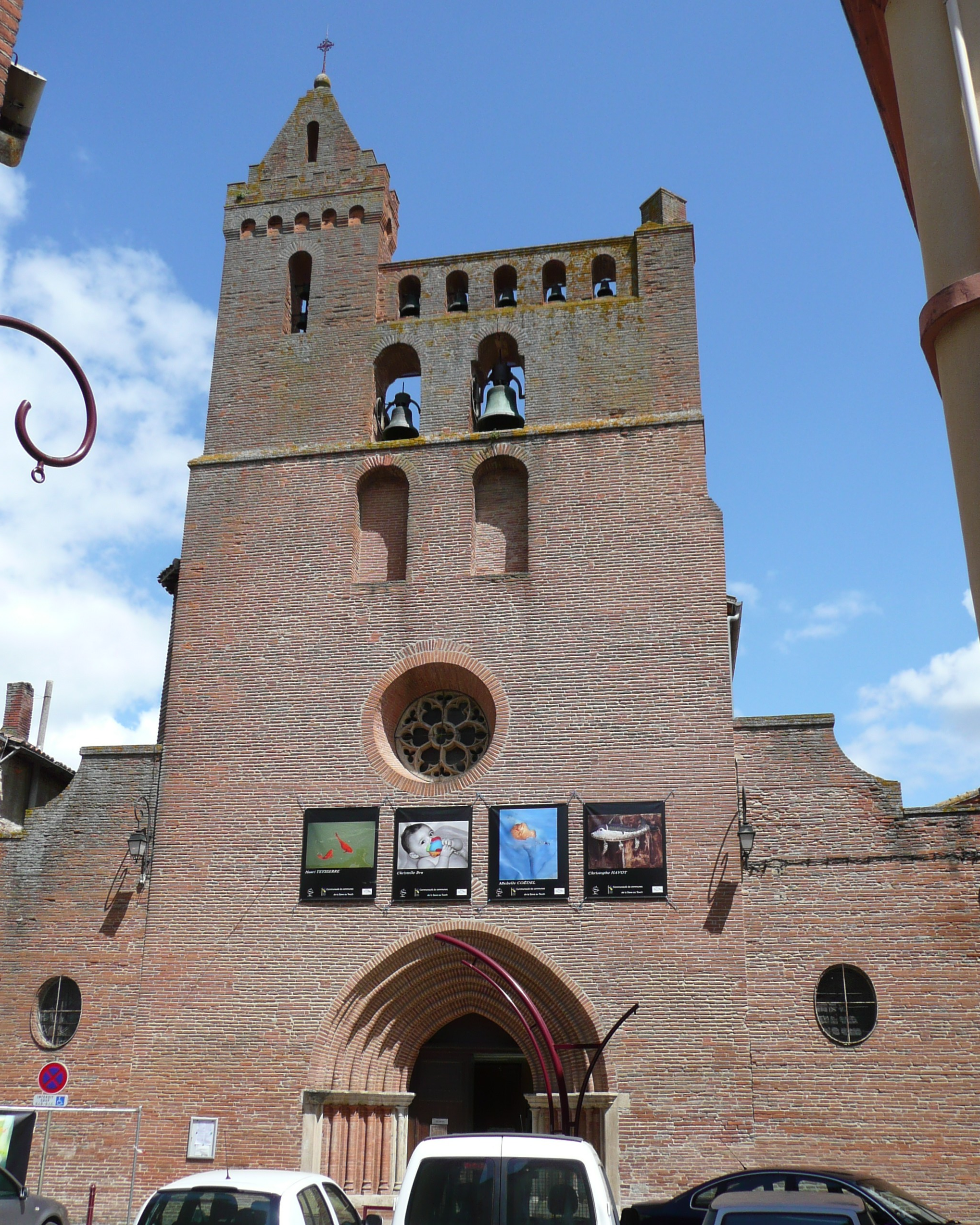
Église Saint-Paul.
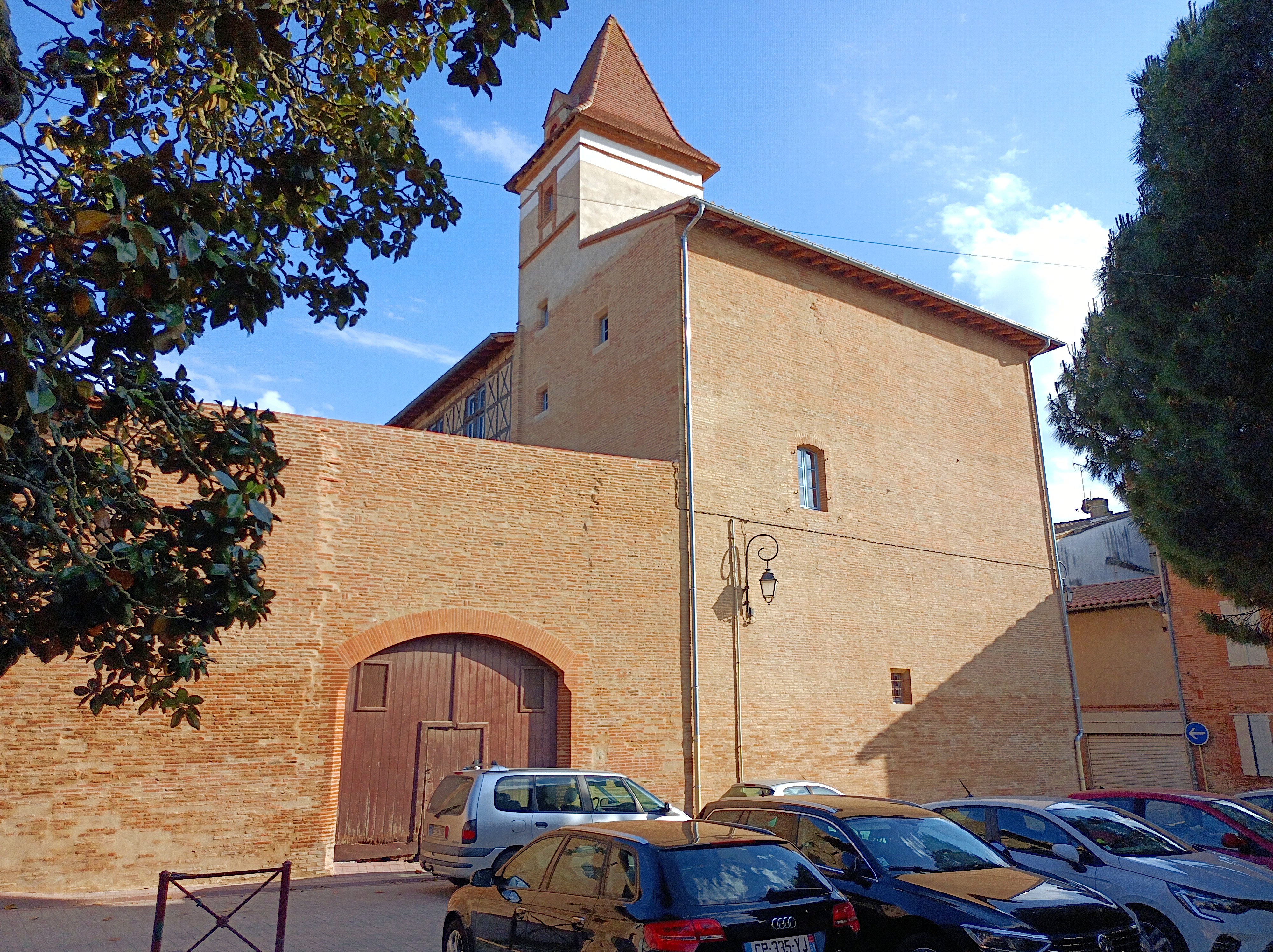
La maison Ysalguier.
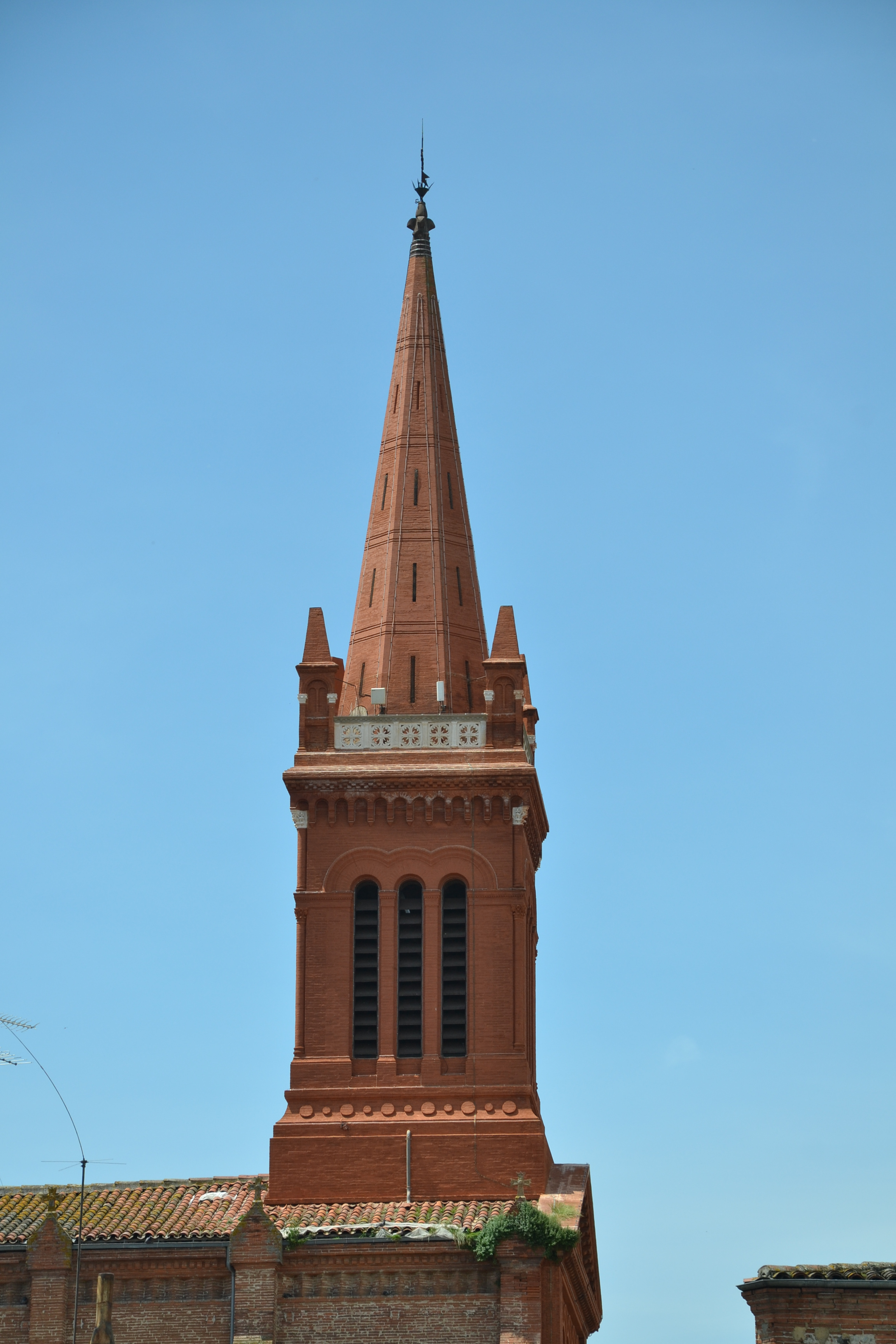
Église de la Madeleine.
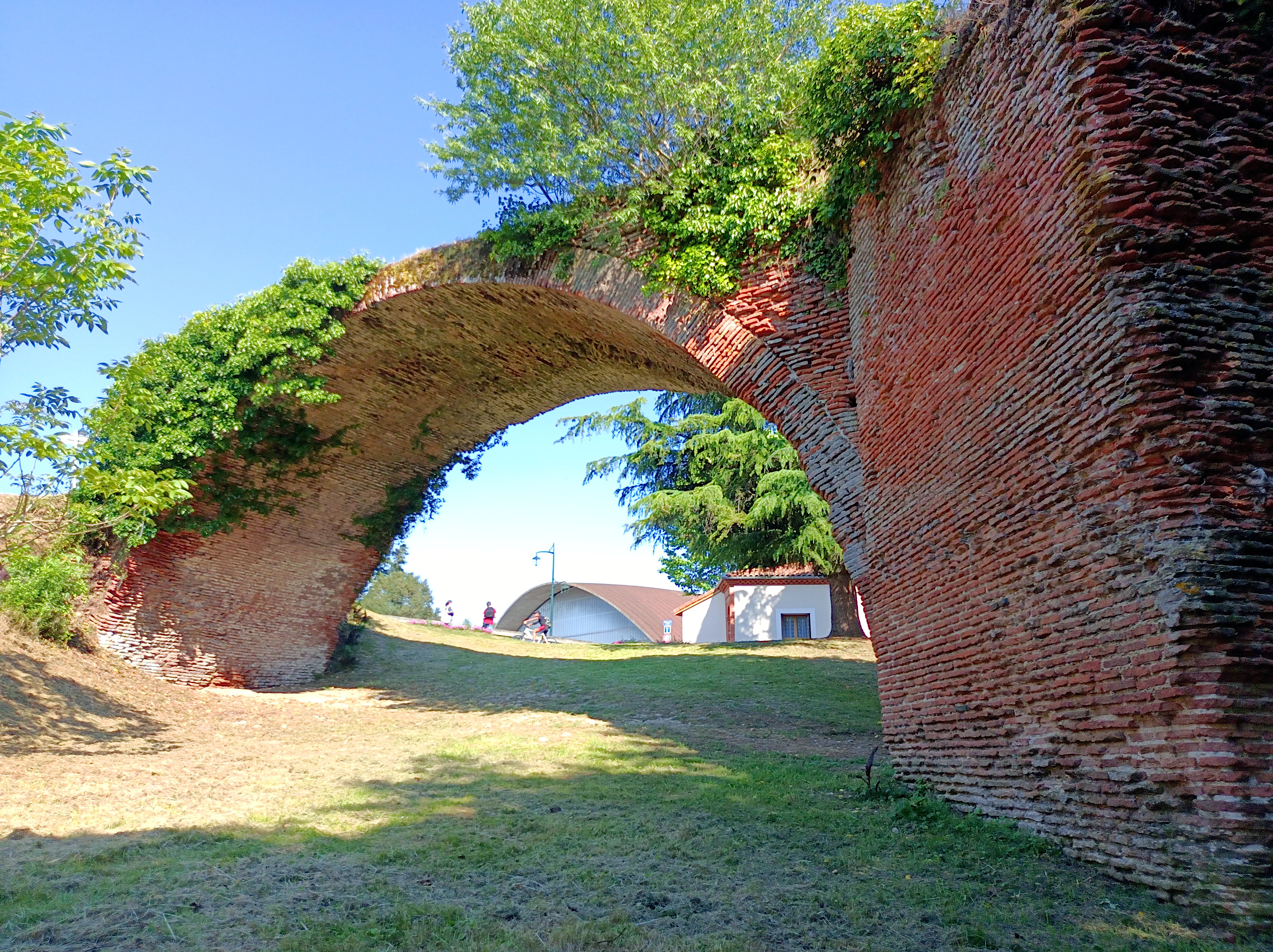
Vestiges du vieux pont roman.

### Personnalités liées à la commune
- Famille Lancefoc ;
- Firmin Pons (1847-1920) : entrepreneur, né à Auterive ;
- Henry Fields (né en 1938), ancien champion de basket américain, y réside ; son nom a été donné à la Halle aux Sports de la commune[57] ;
- Gérard Portolan (né 1957) : ancien joueur de rugby à XV, né à Auterive ;
- Claude Portolan (né en 1960) : ancien joueur de rugby à XV, né à Auterive ;
- Lydie Salvayre (née en 1948) : écrivaine, elle a passé son enfance à Auterive.
- Emmanuel Régis (née en 1855) à Auterive ; psychiatre

### Héraldique
| Blason d'Auterive | Les armes d'Auterive se blasonnent ainsi : De gueules fretté d'argent, au chef cousu d'azur chargé d'une aigle bicéphale au vol abaissé d'or. |

Des hypothèses ont été formulées concernant l’origine des armoiries d’Auterive.
La représentation de l’aigle bicéphale remonterait à l’antiquité. L’aigle bicéphale en Europe était un motif héraldique adopté par la noblesse et par de nombreuses villes dès la fin du XIIe siècle. Il marque l’autorité des seigneurs et des consuls sur les deux parties de la ville.
Quant à la partie des armes d’Auterive, elle pourrait rappeler l’appartenance ancienne de la ville d’Auterive à la famille des Montaut.